# Tazza Maltija 2018-2019
La Tazza Maltija 2018-2019 è stata l'81ª edizione della coppa nazionale maltese di calcio. La competizione è iniziata il 31 agosto 2018 ed è terminata il 18 maggio 2019 con la finale, che ha visto il Balzan conquistare per la prima volta il trofeo, sconfiggendo ai rigori i campioni in carica del Valletta.

## Turno preliminare
| Squadra 1               | Risultato | Squadra 2          |
| ----------------------- | --------- | ------------------ |
| 31 agosto 2018          |           |                    |
| Oratory Youths          | 0 - 8     | Għajnsielem        |
| Munxar Falcons          | 0 - 4     | Nadur Youngsters   |
| 1º settembre 2018       |           |                    |
| St. Lawrence Spurs      | 0 - 2     | Ghaxaq             |
| Marsaskala              | 0 - 4     | Dingli Swallows    |
| Sannat Lions            | 2 - 0     | Ta' Xbiex          |
| 2 settembre 2018        |           |                    |
| Qala St. Joseph         | 1 - 3     | Għargħur           |
| S.K. Victoria Wanderers | 10 - 0    | Mtarfa             |
| Victoria Hotspurs       | 8 - 0     | Msida Saint-Joseph |

## Primo turno
| Squadra 1               | Risultato       | Squadra 2         |
| ----------------------- | --------------- | ----------------- |
| 6 settembre 2018        |                 |                   |
| Għarb Rangers           | 2 - 1           | Xghajra Tornadoes |
| Għajnsielem             | 0 - 2           | Xewkija Tigers    |
| 8 settembre 2018        |                 |                   |
| Kirkop United           | 2 - 1           | Kerċem Ajax       |
| Żurrieq                 | 0 - 4           | Nadur Youngsters  |
| 9 settembre 2018        |                 |                   |
| Dingli Swallows         | 1 - 2           | Sannat Lions      |
| S.K. Victoria Wanderers | 0 - 0 (1-4 dtr) | Ghaxaq            |
| Żebbuġ Rovers           | 0 - 1           | Mdina             |
| Victoria Hotspurs       | 4 - 1           | Attard            |
| Għargħur                | 3 - 1           | Xagħra Utd        |

## Secondo turno
| Squadra 1          | Risultato       | Squadra 2             |
| ------------------ | --------------- | --------------------- |
| 26 ottobre 2018    |                 |                       |
| Mellieħa           | 2 - 0           | Kalkara               |
| Kirkop United      | 1 - 2 (dts)     | Vittoriosa Stars      |
| Gudja Utd          | 2 - 1           | Sirens                |
| 27 ottobre 2018    |                 |                       |
| St. George's       | 0 - 4           | Lija Athletic         |
| Santa Venera       | 0 - 3           | Pembroke Athleta      |
| Xewkija Tigers     | 6 - 1           | Mqabba                |
| Marsa              | 5 - 1           | Għargħur              |
| Mġarr              | 1 - 2           | San Ġwann             |
| 28 ottobre 2018    |                 |                       |
| Sannat Lions       | 0 - 3           | Qrendi                |
| Fgura Utd          | 4 - 1 (dts)     | Ghaxaq                |
| Mdina              | 2 - 1 (dts)     | Għarb Rangers         |
| Żabbar St. Patrick | 0 - 7           | Nadur Youngsters      |
| Żebbuġ Rangers     | 1 - 0           | Marsaxlokk            |
| Victoria Hotspurs  | 1 - 1 (5-6 dtr) | Siggiewi              |
| Luqa               | 0 - 5           | Rabat Ajax            |
| Melita             | 1 - 0           | Swieqi Utd            |
| Naxxar Lions       | 1 - 2           | Żejtun Corinthians    |
| St. Lucia          | 2 - 2 (2-4 dtr) | Birzebbuga St. Peters |

## Terzo turno
| Squadra 1             | Risultato   | Squadra 2          |
| --------------------- | ----------- | ------------------ |
| 30 novembre 2018      |             |                    |
| Birzebbuga St. Peters | 0 - 5       | Żebbuġ Rangers     |
| Qormi                 | 1 - 5       | Hibernians         |
| Mdina Knights         | 1 - 4       | Pietà Hotspurs     |
| 1º dicembre 2018      |             |                    |
| Gżira Utd             | 4 - 0       | Rabat Ajax         |
| San Ġwann             | 0 - 1       | Fgura Utd          |
| Balzan                | 5 - 1       | Qrendi             |
| Siggiewi              | 1 - 3       | Melita             |
| 2 dicembre 2018       |             |                    |
| Gudja Utd             | 1 - 2 (dts) | Xewkija Tigers     |
| Mellieħa              | 0 - 5       | Lija Athletic      |
| Nadur Youngsters      | 0 - 4       | Birkirkara         |
| Sliema Wanderers      | 2 - 0       | St. Andrews        |
| Floriana              | 0 - 1       | Ħamrun Spartans    |
| Marsa                 | 0 - 3       | Valletta           |
| Pembroke Athleta      | 0 - 2       | Żejtun Corinthians |
| 3 dicembre 2018       |             |                    |
| Vittoriosa Stars      | 0 - 3       | Tarxien Rainbows   |
| Senglea Athletic      | 2 - 3 (dts) | Mosta              |

## Quarto turno
| Squadra 1        | Risultato | Squadra 2          |
| ---------------- | --------- | ------------------ |
| 26 gennaio 2019  |           |                    |
| Hibernians       | 4 - 0     | Fgura Utd          |
| Pietà Hotspurs   | 2 - 0     | Żejtun Corinthians |
| Mosta            | 2 - 1     | Sliema Wanderers   |
| Tarxien Rainbows | 5 - 0     | Żebbuġ Rangers     |
| 27 gennaio 2019  |           |                    |
| Balzan           | 6 - 1     | Xewkija Tigers     |
| Gżira Utd        | 4 - 2     | Melita             |
| Birkirkara       | 2 - 1     | Ħamrun Spartans    |
| Lija Athletic    | 1 - 7     | Valletta           |

## Quarti di finale
| Squadra 1        | Risultato   | Squadra 2  |
| ---------------- | ----------- | ---------- |
| 3 maggio 2019    |             |            |
| Pietà Hotspurs   | 1 - 2 (dts) | Gżira Utd  |
| Tarxien Rainbows | 0 - 2       | Balzan     |
| Mosta            | 1 - 2       | Birkirkara |
| 8 maggio 2019    |             |            |
| Hibernians       | 2 - 3 (dts) | Valletta   |

## Semifinali
| Squadra 1      | Risultato | Squadra 2  |
| -------------- | --------- | ---------- |
| 11 maggio 2019 |           |            |
| Balzan         | 3 - 2     | Birkirkara |
| 12 maggio 2019 |           |            |
| Gżira Utd      | 0 - 2     | Valletta   |

## Finale
| Arbitro: | M. Apap |

|                            |                      |                                                       |
| Effiong 8’, 44’, 95’, 104’ | Marcatori            | 40’, 72’ Enmy Peña 115’ (rig.) Fontanella 119’ Muscat |
|                            | Tiri di rigore 5 – 4 |                                                       |